# Devarasanahalli, Nanjangud
Devarasanahalli là một làng thuộc tehsil Nanjangud, huyện Mysore, bang Karnataka, Ấn Độ.